# Snuffleupagus
Aloysius Snuffleupagus, mer känd som Mr Snuffleupagus eller Snuffy, är en av de många figurerna i det amerikanska barnprogrammet Sesam. Han liknar en ullig mammut, utan betar eller (synliga) öron, med en lång tjock spetsig svans, liknande till formen av en dinosaurie eller annat kräldjur. Han har långt tjockt brunt hår och en nos som han släpar i marken. Han är vän till Big Bird och har en lillasyster som heter Alice. Han brukar också gå på Snufflegarten.

## Biografi
Under många år var Big Bird det enda djuret på showen som kunde se Mr Snuffleupagus. Huvudfigurerna retade Big Bird när han sade att han hade sett Snuffleupagus, eftersom de inte trodde det fanns ett sådant djur, ofta trots bevis på motsatsen (till exempel den överdimensionerade teddybjörnen som Snuffy hade lämnat efter sig, eller segment där Snuffy interagerade med andra rollfigurer, till exempel en gatscen där Snuffy sågs i London Bridge med några av barnen från kvarteret). Detta koncept var menat att efterlikna existensen av fantasivänner som vissa barn har.
I slutet av 1970-talet, hade de vuxna figurerna på Sesam börjat bli alltmer frustrerade på Big Bird, som de trodde försökte använda Snuffleupagus som en syndabock när något gick fel. I ett avsnitt, hade tidningar som syntes i Sesam huvudrubriken, "Snuffy's got to go!" Vissa vuxna började gradvis tro Big Bird, och den första var folksångerskan Buffy Saint Marie som sjöng Big Bird en sång om hennes tro på Mr Snuffleupagus.
Denna pågående konflikt slutade med säsong 17:s premiär av Sesam, avsnitt 2096 (som sändes första gången 18 november 1985, efter lanseringen av Sesamfilmen Follow that bird). Big Bird är trött på att de vuxna inte tror på honom när han berättar om Snuffy, så han bestämmer sig för att låta dem komma till sitt bo, när han skriker signalerings ordet "Mat". När Big Bird ropar ordet springer Snuffy bort för att berätta för sin mor om det, så än en gång missar de vuxna honom. Gordon, som vill hjälpa, föreslår till Big Bird att han behöver någon att hjälpa honom hålla kvar Snuffy i sitt bo och Elmo erbjuder sig att hjälpa honom. Så när Snuffy kommer tillbaka, håller Elmo i hans nos så han inte kan gå, och så skriker Big Bird, "Mat" och en av de vuxna kommer och får se Snuffy för första gången någonsin. Efter att Snuffy presenterat sig själv, så säger Big Bird "vad var det jag sa?" till de vuxna. 
Efter Snuffleupagus första upptäckt blev han en mer och mer uppskattad medlem av Sesamgänget och dök även upp i avsnitt utan Big Bird.